# Rinoctes nasutus
Rinoctes nasutus är en fiskart som först beskrevs av Koefoed 1927.  Rinoctes nasutus är ensam i släktet Rinoctes som ingår i familjen Alepocephalidae. Inga underarter finns listade i Catalogue of Life.
Arten är en liten fisk med en längd upp till 19 cm. Huvudet är jämförd med den ganska långsträckta kroppen stort och svartaktigt. Nosen och underkäkens främre del är spetsig och de ligger framför munnen. Rinoctes nasutus har inga fjäll på den gulaktiga bålen.
Denna fisk lever i havets djupa delar 2000 till 4150 meter under havsytan. Utbredningsområdet ligger i norra Atlanten. Rinoctes nasutus hittas i västra Atlanten fram till Mexikanska golfen samt i östra Atlanten mellan södra Irland och Azorerna (eller Marocko). Ett fåtal exemplar registrerades i Indiska oceanen.
Födan utgörs av andra havsdjur som kräftdjur, svampdjur och maskar. Honans ägg är med en diameter av cirka 4,5 mm ganska stora. Vid undersökningar hittades cirka 20 mogna ägg i honans äggstockar.